# حمامى ندبية
حمامى ندبية أو حمامى تندبية (بالإنجليزية: Ulerythema)‏ وتعني "ندبة مع احمرار"، وقد تُستخدم للإشارة إلى حالات جلدية مُختلفة، وتتضمن ضمور الجلد الدودي الشكل والتقران الشعري الأحمر الضموري الوجهي.:1511